# 渡辺富美子
渡辺 富美子（わたなべ ふみこ、1924年〈大正13年〉2月4日 - ）は東京都出身の女優。本名も同じ。守田事務所所属。NHK連続テレビ小説の第2作「あしたの風」では主人公・安江を演じた。 山脇高等女学校卒業。
1941年、NHK東京放送劇団入団。1993年を最後に活動しておらず消息は明らかではない。存命であれば2024年に100歳を迎えている。

## 出演作品

### テレビドラマ
- 連続テレビ小説（NHK）
  - あしたの風（1962年 - 1963年） - 安江 役
  - おしん（1983年 - 1984年） - りき 役
- 正塚の婆さん（1963年、TBS）
- 大河ドラマ（NHK）
  - 赤穂浪士（1964年） - 萩乃 役
  - 太閤記（1965年） - 松波 役
  - 源義経（1966年） - 北の方 役
  - 樅ノ木は残った（1970年）
  - 勝海舟（1974年） - 大久保一翁の妻 役
  - 黄金の日日（1978年） - 女中頭 役
  - 獅子の時代（1980年） - とめ女 役
- 次郎物語（1964年 - 1966年） - お芳 役
- おんな家族（1974年、TBS）
- ムー一族（1978年 - 1979年、TBS）
- 俺はご先祖さま（1981年 - 1982年、日本テレビ）
- ザ・サスペンス「生きていた男」（1984年、TBS）
- 水戸黄門 第14部 第34話「葵を盗んだドジな奴 -赤穂-」（1984年6月18日、TBS / C.A.L） - おとき 役
- ビートたけしの学問ノススメ（1984年、TBS）
- 恋はミステリー劇場「向田邦子新春スペシャル 夜中の薔薇」（1985年、TBS）
- 水曜ドラマスペシャル「危険なふたり ふるさと純情編」（1986年、TBS）
- 愛の激流（1987年、TBS）
- おめでた（1989年、TBS）
- おむこさん（1990年、TBS）
- 月曜ドラマスペシャル「精神外科医2」（1993年、TBS）

### 吹き替え
- おしゃれキャット（アミリア）

### ナレーター
- 逢えるかも知れない（1976年、CX）
- あかんたれ（1976年 - 1978年、THK）
- 別れて生きる時も（1978年、TBS）

### 舞台
- リチャード三世 - ヨーク公未亡人 役
- 幻の魚ハリンサバの告別

### その他
- あつまれじゃんけんぽん（1988年 - 1991年、NHK） - ケンの母親の声[3]